# Maja Gojković
Maja Gojković (n. 22 mai 1963, Novi Sad, RS Serbia, RSF Iugoslavia) este un politician sârb și președintele în funcție al Adunării Naționale (Parlamentul Sârb) din 23 aprilie 2014. A fost ministru fără portofoliu și vice-prim-ministru al Iugoslaviei sub regimul lui Slobodan Milošević.
A lucrat anterior ca primar al orașului Novi Sad, capitala provinciei autonome Voivodina din Serbia, și a fost consilier în Parlamentul din Novi Sad, în calitate de reprezentant al Partidului Popular, cunoscut anterior și ca Grupa građana - Maja Gojković. Ea a fost unul dintre liderii partidului Regiunile Unite ale Serbiei (Уједињени региони Србије, УPC / Ujedinjeni regioni Srbije, URS).
Pentru că a susținut o coaliție cu Boris Tadić și cu Partidul său Democrat independentă de Partidul Popular, ea și alți membri au fost expulzați din Partidul Popular.
Partidul Popular a fost dizolvat la 3 decembrie 2012 când s-a unit cu  Partidul Progresist Sârb. Maja Gojković este membră a Partidului Progresist Sârb aflat la putere.

## Educație
A studiat la școala generală Branko Radičević și la Gimnaziul Jovan Jovanović Zmaj. După obținerea diplomei la Facultatea de Drept a Universității din Novi Sad în 1987, ea a promovat examenul de obținere a profesiunii de avocat în 1989. Un an mai târziu a început să lucreze în firma familiei sale de avocatură, „Gojković”.

## Carieră politică
Gojković este unul dintre fondatorii Partidului Radical Sârb, ocupând mai întâi funcția de secretar general, apoi de vicepreședinte al consiliului executiv și, în cele din urmă, de vicepreședinte al partidului. A fost consilier juridic al lui Vojislav Šešelj în fața Tribunalului Penal Internațional pentru fosta Iugoslavie. Cu toate acestea, a părăsit partidul în 2006, după un dezacord cu conducerea partidului.
Maja Gojković a devenit membră a parlamentului Republicii Federale Iugoslavia din 1992. Din 1996 până în 2000 a fost membră al parlamentului din Voivodina de la Novi Sad. Între 1998 și 1999 a fost ministru fără portofoliului în cadrul guvernului sârb, Cabinetul Mirko Marjanović II. Gojkovic a fost, de asemenea, vicepreședinte al guvernului federal al Republicii Federale Iugoslavia în 1999. Înainte de a candida la funcția de primar al orașului Novi Sad, ea a deținut un loc în parlamentul federal al Serbiei și Muntenegrului. Până în 2006, a fost vicepreședintele Partidului Radical Sârb. În 2008, ea și-a format propriul partid, Grupa Građana - Maja Gojković, a candidat pentru alegerile locale și a demisionat din Partidul Radical Sârb. A fost de șapte ori consilier în Parlamentul de la Novi Sad.
În alegerile locale din Serbia din 2004 ea a fost aleasă primar al orașului Novi Sad, pentru prima dată prin vot popular, învingându-l pe primarul anterior Borislav Novaković. A devenit astfel prima femeie care a îndeplinit funcția de primar în istoria orașului Novi Sad. Primul mandat ca primar al Novi Sad-ului a fost în perioada 5 octombrie 2004 - 5 iunie 2006, al doilea mandat  în perioada  5 iunie 2006 - 16 iunie 2008.

## Controverse
La 14 iulie 1995, în timpul Războiului Bosniac, Gojković, care era vicepreședinte al Partidului Radical Sârb, a făcut o declarație despre Srebrenica la numai câteva zile după începerea masacrului: „Salutăm acțiunea rapidă a Armatei Republicii Srpska, care a eliberat în cele din urmă Srebrenica sârbă și a pus capăt unuia dintre cele mai importante puncte fierbinți ale terorii musulmane”.
A fost aleasă Președinte al Adunării Naționale a Serbiei la 23 aprilie 2014. În 2018, institutul american Freedom House a raportat că Gojkovic a condus procedurile parlamentare într-un mod extrem de partizan, cu un număr mare de întreruperi și multe sancțiuni aplicate parlamentarilor din opoziție. În plus, a fost criticată că a sugerat deputaților din coaliția de guvernarea să voteze inițiative și propuneri prin clinchet de clopoțel.